# North Haven (Maine)
North Haven – miasto w Stanach Zjednoczonych, w stanie Maine, w hrabstwie Knox.